# 대한민국 저작권법
대한민국의 저작권법은 저작권에 대한 기준을 적용한 대한민국의 법률이다. 현재는 사후 70년, 단체 명의의 저작물은 창작후 70년간 보호하고 있다.

## 같이 보기
- 대한민국의 법
- 소리바다